# Bukovín
Bukovín je romantická opera o třech jednáních českého skladatele Zdeňka Fibicha na libreto českého spisovatele Karla Sabiny, později revidované spisovatelem a hudebním kritikem Otakarem Hostinským. Poprvé byla provedena dne 16. dubna 1874 v Prozatímním divadle v Praze.

## Vznik a historie díla
Zdeněk Fibich skládal s podporou rodičů již od dětství. Záhy vyzkoušel i psaní opery, jeho prvním pokusem byla již ve dvanácti letech Medea na vlastní německý text, kterou téměř dokončil; předehra byla hrána na koncertě v Chrudimi 12. dubna 1865 za dirigování čtrnáctiletého skladatele. Poté zkomponoval komickou operu o dvou jednáních Der Kapellmeister in Venedig (1866), opět na vlastní libreto na francouzský námět, kterou i v rodinném kruhu nastudovali a provedli 6. ledna 1868 v Libáni. O rok později začal komponovat operu Loreley, v roce 1868 napsal na vlastní libreto jednoaktovou „vážnou operetu“ Gutta von Guttenfels. Všechna tato díla Fibich v 90. letech 19. století zničil.
Všechny tyto pokusy vznikly na vlastní a německé libreto jako spíše cvičné skladby. Fibich měl však v úmyslu vytvořit seriózní dílo a jako čtrnáctiletý mladík, s podporou rodičů, požádal o české operní libreto Karla Sabinu, tehdy již známého jako tvůrce libret pro Bedřicha Smetanu a Karla Šebora. Mladý Fibich byl v té době okouzlen Weberem a přál si českou látku na způsob Čarostřelce. Sabina byl žádostí překvapen. Libreto skutečně slíbil a dodal, nicméně – jak později přiznal Otakaru Hostinskému – nebral úkol vážně a „nezletilému wunderkindovi“ dodal libreto nevalné kvality.
Fibich se do zhudebňování libreta Bukovín z Buchlova důkladně pustil až ve svých devatenácti letech, 22. října 1870, celou operu dokončil v klavírním náčrtu v březnu a instrumentaci pak v září následujícího roku. Přitom však zřejmě využil i některé starší skladby (romance představená v Chrudimi roku 1865 je podle J. Jiránka zřejmě totožná s úvodní romancí Anežky).
Dokončená partitura Fibichova Bukovína se dostala do rukou kapelníka Prozatímního divadla Bedřicha Smetany, který ji přijal příznivě. Na počátku roku 1874 se dostala k uvedení. Fibich, v té době působící ve Vilně, o uvedení opery příliš nestál, protože od jejího dokončení značně pokročil ve svém skladatelském stylu (v mezidobí vznikly mj. symfonické básně Othello a Záboj, Slavoj a Luděk). Jen na naléhání přátel svolil k jejímu provedení. Jeho přítel ze studií Otakar Hostinský pro tento účel učinil nezbytné jazykové úpravy libreta. Skladatel se účastnil zkoušek opery (16. března 1874) za své návštěvy v Praze. Uvedení Bukovína však bylo odloženo kvůli přednostnímu nastudování Smetanovy novinky Dvě vdovy, a proto byl Fibich v době premiéry své opery o měsíc později již zpátky ve svém ruském působišti.
Nastudování dirigenta Adolfa Čecha bylo velmi pečlivé a v obsazení byly největší hvězdy prozatímního divadla. Premiéru si jako benefici zvolila Fibichova švagrová Betty Hanušová v roli intrikánky Elišky. Přijetí bylo uměřeně příznivé, kritika stroze odsoudila Sabinovo libreto a Fibichovu hudbu přivítala spíše jako příslib do budoucna.
Po premiéře Bukovína následovaly jen dvě reprízy (tři představení odpovídala pravidelnému minimu zaručenému operním novinkám), od té doby nebyl nikdy na jevišti uveden. Celková partitura ani klavírní výtah Bukovína nebyly vydány, před premiérou (1873) vyšla pouze předehra v úpravě pro klavír na dvě ruce jako příloha 5 Daliboru 1.

## Charakteristika díla

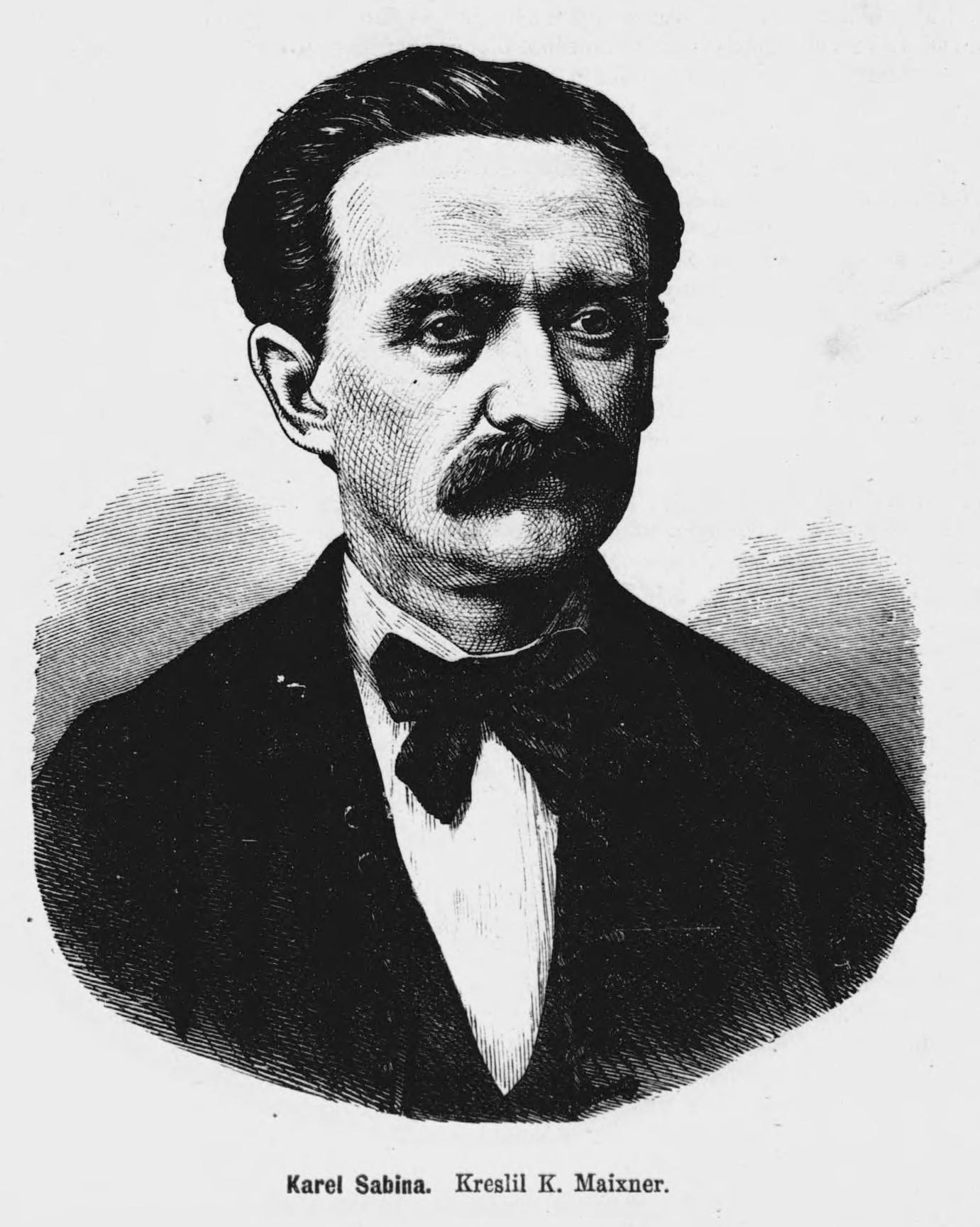
Karel Sabina, libretista Bukovína. Kresba Karla Maixnera z r. 1871

Největší slabinou Bukovína je libreto. Již soudobá kritika (Posel z Prahy) poznamenala, že „[...] jestli pravdou, že čeští skladatelé mají s librety velké neštěstí, má Fibich největší, neboť toto libreto jest výlupek vší špatnosti. Jest to taková slátanina, jednoduchá sice ale beze všeho vkusu, jaké tak brzo jsme nepoznali. Libreto nemá ani hlavy ani paty. Byli bychom vděčni tomu, kdo by mohl nám povědíti, jak vlastně se libreto končí.“
Z hudebního hlediska je Bukovín začátečnickým dílem, ačkoli se zjevným potenciálem. Fibichovým jednoznačným vzorem byl v době kompozice C. M. von Weber; zejména tajemná lesní atmosféra v 1. obraze II. jednání je příbuzná obdobné scéně v Čarostřelci, ale Fibicha zde rovněž inspiruje vlastní dětství prožité v hájovně. Weberovský je rovněž způsob využití příznačných motivů. Postavy rytířů, Anežky i titulního hrdiny nejsou příliš výrazné. Mezi nejlepší místa naopak patří ansámbl a duet Dobky a Elišky v I. dějství (K němu jsem láskou zahořela), rozsáhlá lesní scéna Zítkova v 1. obraze II. jednání a milostný duet Dobky a Bukovína ve 2. obraze II. jednání (Ó chvíle radostná).

## Osoby a první obsazení
| osoba                                                            | hlasový obor | premiéra (16.4.1874)       |
| ---------------------------------------------------------------- | ------------ | -------------------------- |
| Vojtěch, pán na Zdislavicích                                     | baryton      | Čeněk Kinský               |
| Dobka, jeho dcera                                                | soprán       | Olga Paršová               |
| Ctibor, Vojtěchův bratr                                          | bas          | František Mareš            |
| Anežka, jeho dcera                                               | soprán       | Marie Sittová              |
| Bukovín z Buchlova                                               | tenor        | Julius Souček              |
| Eliška                                                           | alt          | Betty Hanušová (Fibichová) |
| Žítek, uhlíř a čaroděj                                           | bas          | Karel Čech                 |
| Jaroš, Ctiborův zbrojnoš                                         | tenor        | Jan Šára                   |
| Dirigent: Adolf Čech, režisér: (pravděpodobně) Edmund Chvalovský |              |                            |

## Děj opery

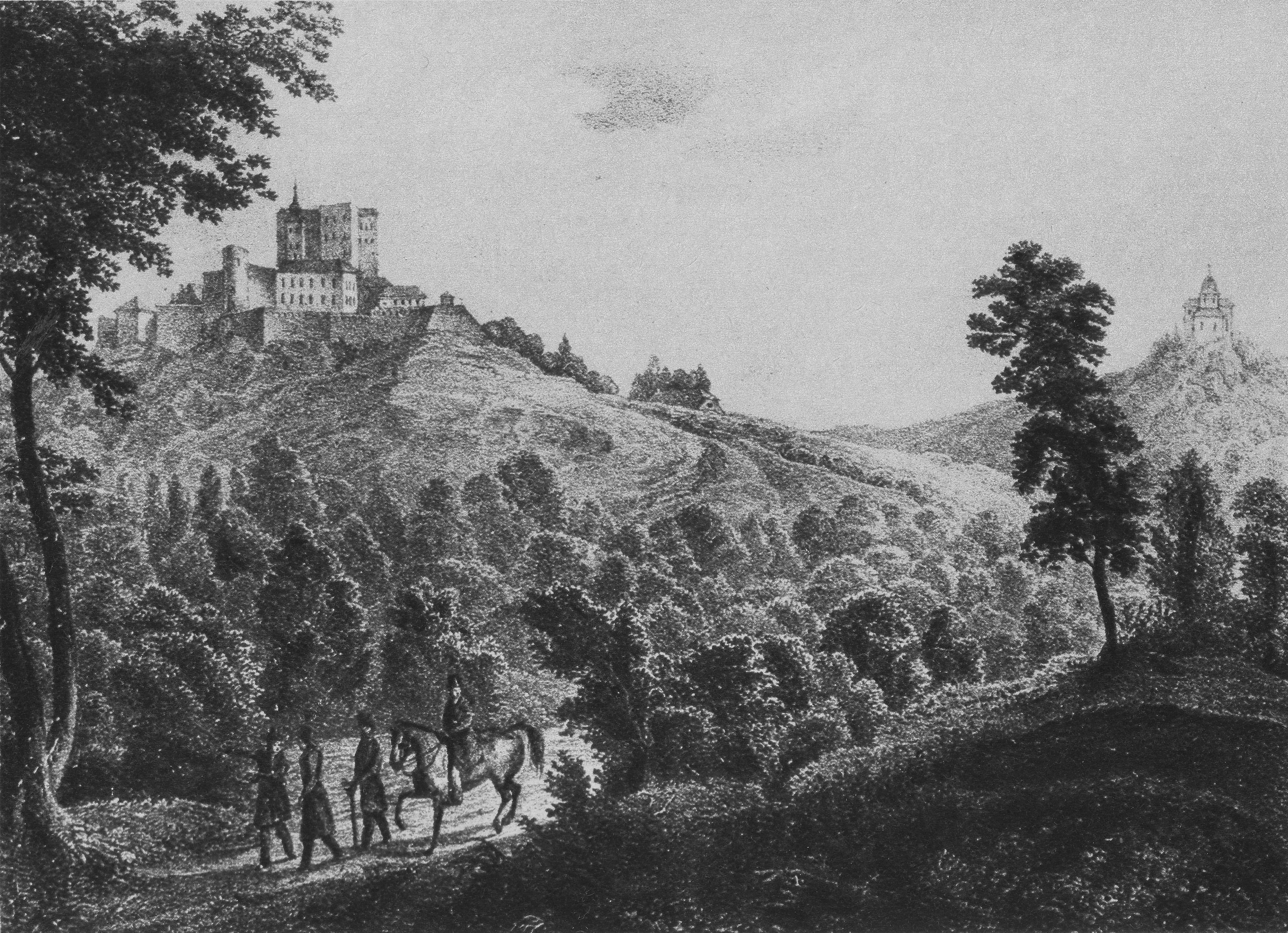
Hrad Buchlov, sídlo Bukovína (rytina Františka Alexandra Hebera z roku 1848)

### 1. dějství
Na hradě Zdislavicích jsou pány dva bratři, Vojtěch s dcerou Dobkou a Ctibor s dcerou Anežkou. Obě sestřenice milují vladyku ze sousedství, Bukovína z Buchlova. Anežce se zdál sen, ve kterém Dobka Bukovínovi usilovala o život. Vladyka právě dlí na Zdislavicích a oba bratři mu vyprávějí o honu. Z vyjížďky se vrací Dobka, ale právě před branou hradu se jí zmocní medvědice. Jaroš, zbrojnoš ve službách Ctiradových, povolá Bukovína, kterému se podaří zvíře zabít a dívku osvobodit. Všichni pojevují vděčnost odvážnému zachránci a Vojtěch slibuje Bukovínovi jakoukoli odmnu, o kterou si řekne – a vladyka požádá o ruku Anežky.
Anežčin otec souhlasí, ale Dobka je zoufalá. Chtěla by skoncovat se životem, ale od toho ji odradí Eliška a doporučí jí, by hledala pomoc u čaroděje Zítka žijícího v lese v podhradí. Eliška má s Dobkou vlastní záměry: chce se jejím prostřednictvím pomstít Anežčině otci Ctiradovi, do kterého byla kdysi zamilována a opustila pro něj svého manžela, vladyku Žitomíra. Ctirad ji však nakonec odmítl.

### 2. dějství
Eliška a Dobka přicházejí k chýši čaroděje Zítka v lese poblíž Zdislavic. Netuší však, že pod jménem Zítek se zde skrývá Žitomír, který ze smutku nad ztrátou milované a nevěrné choti opustil světský život a uchýlil se do lesní samoty. „Zítek“ ohromí obě ženy tím, jak přesně dokáže uhodnout jejich minulost, a Dobce poradí, že Bukovínovu lásku získá a udrží, bude-li na prsou nosit čarovnou schránku s milencovými vlasy. Sotva obě ženy odejdou, přichází k čaroději ze žárlivosti pro radu také Jaroš, který je sám zamilován do Dobky. Žitomír hodlá využít situace a pomstít se Elišce.
(Proměna) Ve zdislavické hradní síni spí Bukovín. Dobka mu potají dýkou uřízne kadeř vlasů a ukryji ji v talismanu. Bukovín procitá a skutečně volá po Dobce, nabízí jí sňatek a zmatenou Anežku odmítá. Ctirad se cítí uražen jak Bukovínem, tak svým bratrem a Dobčiným otcem, a opouští se svou družinou hrad přísahaje, že svou dceru pomstí.

### 3. dějství
Na Zdislavicích se objeví Zítek v rytířském oděvu. Vydává se za Ctiradova zbrojnoše a vyzývá Bukovína jménem svého pána na souboj „u černých skal“. Přitom mu prozradí, co způsobilo náhlou změnu jeho náklonnosti, a poradí mu, aby Dobce odebral kouzelnou skříňku.
Brzy je v Zítkovi ale rozpoznán bývalý vladyka Žitomír. Vojtěch jej označuje za čaroděje a dává jej uvrhnout do vězení, Žitomír však dřívestačí označit Elišku veřejně za svou manželku. Bukovín sice Žitomírovu varvání nevěří, přesto však Dobce talisman vezme a zničí, aby jí dokázal, že jeho láska není důsledkem očarování. Avšak jeho vášeň k Dobce v tom okamžení mizí a Bukovín se rychle vrací k Anežce. Dobka proklíná Elišku, která ji svedla k čarám a podvodu, a uskutečňuje svůj původní záměr zahynout žalem z nešťastné lásky. Nad jejím tělem spáchá sebevraždu beznadějne zamilovaný Jaroš (jak se ukázalo, je synem Žitomíra a Elišky). Zdrcený Vojtěch osvobozuje Žitomíra, smiřuje se s bratrem a Elišku vyhání z hradu.